# تپه‌های بهشت (فیلم)
تپه‌های بهشت (انگلیسی: Paradise Hills) یک فیلم در ژانر ملودرام و فانتزی است که در سال ۲۰۱۹ منتشر شد.

## خلاصه داستان
دختری به نام اوما، در عروسی اش، مورد تعریف و تمجید زیادی قرار می‌گیرد و همگان می‌گویند که او بسیار مطیع تر از گذشته شده‌است. دو ماه قبل، اوما در اتاقی عجیب بیدار می‌شود و متوجه می‌شود که در جزیره ای به نام بهشت به دام افتاده‌است. او سعی می‌کند از آنجا فرار کند اما توسط دختری به نام آمارنا گرفتار و بازگردانده می‌شود. برای اوما توضیح داده شده‌است که او به یک مرکز درمانی برای زنان جوان سرکوبگر فرستاده شده‌است، زیرا پیشنهاد ازدواجی را رد کرده‌است که مادرش می‌خواهد او را بپذیرد. اوما با هم اتاقی‌هایش کلو و یو و آمارنا که یک خواننده مشهور است دوست می‌شود. بعد از گذشت مدتی، دوست پسر اوما، مارکوس، به این جزیره آمده و وانمود می‌کند که یکی از کارکنان است و قول می‌دهد که می‌تواند اوما را نجات دهد، در این میان آمارنا می‌فهمد که در غذای شبانه این دختران ماده خواب‌آور ریخته می‌شود و این را به اوما می‌گوید. اوما فردای آن شب از خوردن غذا صرف نظر می‌کند و شب بیدار مانده و متوجه می‌شود حق با آمارنا بوده‌است. فردای آن روز اعلام می‌کنند درمان آمارنا به پاین رسیده و می‌تواند مرخص شود و اوما مشکوک می‌شود و سعی می‌کند کلویی و یو را به رفتن و فرار از آنجا متقاعد کند، در همان شب فرار یو برای معالجه نهایی فرستاده می‌شود ولی اوما و کلوئه سعی می‌کنند او را نجات دهند. آن‌ها موفق به فرار می‌شوند و در یک اتاق کنترل قرار می‌گیرند و می‌فهمند این مرکز نه برای درمان آنها، بلکه جهت تکثیر و الگو برداری از آنها بوده‌است، هنگامی که می‌خواهند فرار کنند وارد حوضی می‌شوند که در آنجا بدل آنها قرار دارد، زنانی که شرایط اجتماعی ضعیفی دارند و تحت عمل جراحی‌های گسترده‌ای قرار گرفته‌اند و استخدام شده‌اند تا نقش نسخه‌های مطیع تر زنانی که جایگزین می‌شوند را برای باقی عمر ایفا کنند.
بعد از مرگ یو، کلوئی و اوما مجبور می‌شوند بدون او حرکت کنند، اما قبل از رفتن، اوما تنها یادگاری پدرش را به بدل خود می‌دهد. اوما و کلوئه راهی باغچه ای می‌شوند که در آن اجساد بی جان دختران سابق بهشت از جمله آمارنا را می‌بینند که در برگها قرار گرفته‌اند. اوما می‌بیند که دوشس (مدیر بهشت) در حال تغذیه از بدن چوپان است و در حالی که دوشس آماده می‌شود تا او را قربانی بعدی خود کند، در تاکستان پیچیده شده‌است. در این حال، بدل اوما با تظاهر به بودن اوما واقعی، دوشس را به اندازه کافی منحرف می‌کند تا اوما بتواند به او خنجر بزند.
اوما و بدل او که آنا نام دارد، موفق به فرار با یک قایق می‌شوند. آنا می‌گوید که نمی‌تواند به زندگی سابق خود بازگردد و بنابراین او و اوما طرحی را تدوین می‌کنند. آنا به خانواده ثروتمند اوما رفته و وانمود می‌کند که اوما است و ازدواج می‌کند. در شب عروسی آنها، در طبقه پایین می‌ماند در حالی که خود اوما به اتاق داماد رفته و او را می‌کشد. بدین ترتیب که آنا بدون هیچ گونه شک از دست پسر رهایی می‌یابد و باقی عمر خود را به عنوان یک بیوه ثروتمند آزاد زندگی می‌کند و اوما نیز انتقام قتل پدرش را از داماد گرفته‌است.

## بازیگران
- اما رابرتس
- جرمی ایروین
- میلا یوویچ
- آکوافینا
- ایزا گونزالس
- دانیل مک دونالد